# Замок Гленбахат
Замок Гленбахат (англ. Glenbuchat) — середньовічний шотландський замок, що знаходиться в області Абердиншир, Шотландія. Замок відкритий цілодобово протягом усього року.

## Історія
Замок був побудований в 1590 році для сера Джона Гордона Кернсбарроу і Елен Карнегі з нагоди їхнього весілля. Біля входу в Гленбахат стоїть камінь з іменами молодят – John Gordon – Helen Carnegie 1590 - і з сімейним девізом «Ніщо на землі не зрівняється з гарною репутацією» (англ. Nothing on earth remanis bot faime). Сини Джона та Елен не наслідували девіз, пересварившись через спадщину, один з нащадків на місяць ув'язнив в замку свою матір.
В 1701 році замок придбав Джон Гордон, член іншої гілки родини Гордонів. До 1738 року в замку частково обвалився дах, і Гордони покинули його, продавши замок графу Файфскому. В 1948 році Гленбахат перейшов під опіку держави.